# 葉雅媛
葉雅媛（Anite Yip，1960年9月11日—），前香港電視台女主播。畢業於香港中文大學的新聞系。1979年成為首位無綫新聞女新聞報導員，80年代成為《六點半新聞報道》主播及新聞透視主持，於1987年離職。
值得注意的是，於香港電台公共事務組工作的葉雅媛，跟本條目的葉雅媛僅同名同姓，並無任何關係。
葉雅媛前夫徐憲輝是著名建築師，兩人育有一子一女。2012年傳出已離婚。

## 任職機構
- 1979年：無綫電視實習記者（為中文大學新聞系第一年學生）
- 1979年—1987年：無綫新聞記者（無綫新聞主播、《新聞透視》節目主持）
- 1995年—1999年：有線新聞記者及主播